# Gårdsjön (Gnarps socken, Hälsingland)
Gårdsjön är en sjö i Nordanstigs kommun i Hälsingland och ingår i Ljungan-Gnarpsåns kustområde. Sjön har en area på 0,786 kvadratkilometer och ligger 122 meter över havet. Sjön avvattnas av vattendraget Dyrån.

## Delavrinningsområde
Gårdsjön ingår i det delavrinningsområde (689123-157320) som SMHI kallar för Utloppet av Gårdsjön. Medelhöjden är 159 meter över havet och ytan är 10,51 kvadratkilometer. Det finns inga avrinningsområden uppströms utan avrinningsområdet är högsta punkten. Avrinningsområdets utflöde Dyrån mynnar i havet. Avrinningsområdet består mestadels av skog (73 procent). Avrinningsområdet har 0,78 kvadratkilometer vattenytor vilket ger det en sjöprocent på 7,5 procent.